# Fabio Piccioni
Pour les articles homonymes, voir Piccioni.
Fabio Piccioni, né le 19 janvier 1938 à Castellammare di Stabia (Campanie), est un réalisateur et scénariste italien.

## Biographie
En 1962, Piccioni a commencé à travailler anonymement dans le cinéma en tant que scénariste, n'utilisant son propre nom qu'à partir de 1968. Dans les années 1970, il réalise son premier film, Que peut-on faire avec sept femmes ? (it).

## Filmographie

### Réalisateur
- 1972 : Que peut-on faire avec sept femmes ? (it) (Si può fare molto con sette donne)
- 1976 : Une île, trente filles et moi (The Erotic Adventures of Robinson Crusoe), coréalisé avec Ken Dixon
- 1976 : La studentessa (it)
- 1980-1982 : Il fascino dell'insolito (it) (série télévisée)

### Scénariste
- 1963 : Taur, roi de la force brutale (Taur, il re della forza bruta) d'Antonio Leonviola
- 1963 : Les Gladiatrices (Le gladiatrici) d'Antonio Leonviola
- 1967 : Un sphinx tout en or (it) (La sfinge d'oro) de Luigi Scattini
- 1967 : Deux Pistolets de Chiamango (Cjamango) d'Edoardo Mulargia
- 1968 : Le Moment de tuer (Il momento di uccidere) de Giuliano Carnimeo
- 1968 : Prie et creuse ta tombe (Prega Dio… e scavati la fossa) d'Edoardo Mulargia
- 1968 : Sartana (Se incontri Sartana prega per la tua morte) de Gianfranco Parolini
- 1969 : El Puro, la rançon est pour toi (La taglia è tua… l'uomo l'ammazzo io) d'Edoardo Mulargia
- 1970 : Ombre roventi de Mario Caiano
- 1970 : Et vint le jour des citrons noirs (E venne il giorno dei limoni neri) de Camillo Bazzoni
- 1971 : Si je te rencontre, je te tue (Se t'incontro t'ammazzo) de Gianni Crea
- 1972 : Je signe avec du plomb... Garringo (Una bala marcada) de Juan Bosch Palau
- 1972 : Il n'y a plus de saints au Texas (La caza del oro) de Juan Bosch Palau
- 1972 : L'Ordre et la Violence (L'amico del padrino) de Frank Agrama
- 1975 : Les Mille et Un Plaisirs (it) (La verginella) de Mario Sequi
- 1976 : Queen Kong (en) de Frank Agrama
- 1976 : Puttana galera! de Gianfranco Piccioli
- 1976 : La studentessa (it) de Fabio Piccioni
- 1981 : Angoisse (Follia omicida) de Riccardo Freda
- 1987 : La Dernière Étreinte (Una donna da scoprire) de Riccardo Sesani
- 1992 : Out of Control (it) d'Ovidio G. Assonitis et Roberto D'Ettorre Piazzoli
- 1995 : Club vacanze (it) d'Alfonso Brescia